# Epidendrum tipuloideum
Epidendrum tipuloideum är en orkidéart som beskrevs av John Lindley. Epidendrum tipuloideum ingår i släktet Epidendrum och familjen orkidéer. Inga underarter finns listade i Catalogue of Life.